# 新北市永和區永平國民小學
新北市永和區永平國民小學是一所位於台灣新北市永和區的公立國民小學，位於永和區西側與中和區交界處附近，靠新店溪南岸，緊鄰永和仁愛公園，校地面積3.78公顷。
1982年建校前，校區原址原本是永和保生垃圾場，是一座約四層樓的垃圾山，直到1982年8月進行垃圾清移及校地徵收，並成立永平國小，建立一心樓、二聖樓、三民樓、四維樓、五育樓及活動中心一、二樓等校舍。
永平國小為新北市籃球重點發展學校，由五年級組成的女子籃球隊曾多次取得新北市籃球聯賽國小女生組第一，先後取得兩次全國國小籃球錦標賽第一。
興建中的臺北捷運萬大-中和-樹林線永和永平國小站與永平國小共構。

## 校史
永平國小校地原先為永和保生垃圾場，在第一任校長陳朝南到任後，規劃建校事宜，新建一心樓、二聖樓、三民樓、四維樓、五育樓及活動中心一、二樓等校舍，並成立集中式特教班、資源班及附設幼稚園。第二任校長林兩成任內興建增建活動中心三、四樓，並成立美術資優班。第三任校長蘇榮宗任內興建六藝樓、七賢樓，成立自立午餐廚房。至此學校校舍全部完成。

### 大事年表
- 1982年8月1日：首任校長陳朝南到任。校地原址為永和垃圾場，為一座三層樓高之垃圾山。
- 1983年5月18日：動土典禮及第一階段整地與校舍工程。
- 1984年12月27日：校舍完工，原暫借於永和國小、中和國小、頂溪國小、永平國中校舍的16班學生遷入現址，但由於校舍二期工程尚未開工，最初校園仍為垃圾山包圍，後將垃圾場移至中和鹿寮坑。
- 1988年6月15日：三民樓啟用。
- 1989年8月：附屬幼稚園成立。
- 1990年8月：林兩成接任第二任校長。
- 1992年1月30日：六藝樓工地施工。
- 1992年：中央廚房用餐開始使用。
- 1993年：成立美術班。
- 1994年8月：蘇榮宗接任第三任校長。
- 2002年4月27日：七賢樓啟用。
- 2002年6月18日：蘇榮宗校長於任內因癌症逝世。
- 2002年8月1日：周豐章接任第四任校長。
- 2006年：至善樓外表工程修建。
- 2010年8月：原新店國小校長林蕙涓接任第五任校長。
- 2010年12月25日：隨著台北縣升格為新北市，校名改為新北市永和區永平國小。
- 2015年8月：徐韶佑接任第六任校長。
- 2019年8月：唐永安接任第七任校長。

## 校園環境
永平國小位在新店溪畔通衢要道保生路上，地處永和新興地區，是一所規模超過百班的大型學校。附近有比漾廣場百貨公司、世界宗教博物館，以及許多社區大樓。興建中的臺北捷運萬大-中和-樹林線永和站其中兩個出入口將與永平國小校門共構。
學校校內面積達3.8公顷，進入校門兩側為活動中心以及大操場，分散排列的大樓共有九棟，分別是一心樓、二聖樓、三民樓、四維樓、五育樓、六藝樓、七賢樓、活動中心以及至善樓。另外學校設有幼兒園，位在中庭右側。
校門兩側為校園生態學習步道之蜜源植物區以及賞櫻區，至善樓及活動中心中間較為陰暗潮濕，規劃為水生植物區以及蕨類生態區，設有解說牌及木作平台。

## 交通
永平國小位於新北市永和區保生路上，可以搭乘公車706路、橘3捷運接駁車、綠2（右、左）捷運接駁車、比漾廣場捷運接駁車前往。興建中的臺北捷運萬大-中和-樹林線永和永平國小站與永平國小共構，預計2025年完工通車。

## 外部連結
- 新北市永和區永平國民小學 （页面存档备份，存于）